# جبع (جنين)
جبع بلدة فلسطينية من بلدات محافظة جنين شمال الضفة الغربية.
قرر مجلس الوزراء الفلسطيني في 19 يناير 2016، فصل تجمع العصاعصة إداريًا عن بلدية جبع، واستحداث مجلس قروي العصاعصة ليُدير شؤون القرية.
جبع أو جبع جنين بلدة فلسطينية في الضفة الغربية تتبع محافظة جنين . تقع على الطريق الرئيسي بين مدينتي جنين ونابلس وتبعد عنهما 20 كيلومترا أي أنها بمنتصف الطريق بين المدينتين، تشتهر جبع بزراعة الزيتون والتين واللوزيات ولها شهرة في صناعة الفخار،ويهتم سكانها بالتراث الشعبي. مجمل سكانها من المسلمين وبها الكثير من الآثار القديمة .
يحيط بأراضيها أراضي قرى عنزة، عجة، الفندقومية، سيلة الظهر، العطارة، تكثر المراعي في أراضي البلدة..وتأخذ مساحات كبيرة من أراضيها الجبلية. تنتج جبع كميات كبيرة من منتجات الألبان واللحوم ويصدر الفائض منه إلى مدينة جنين، في البلدة صناعة الفخار،.
سبب التسمية - : يعتقد بأنه يعود أصل كلمة جبع إلى اللغة الآرامية وتعني التل المرتفع ويعود تاريخ إنشاء التجمع إلى ما يقارب ثلاثة آلاف سنة. ويعود أصل سكان قرية جبع من الجزيرة العربية

## الجغرافيا
تقع على الطريق الرئيسي بين مدينة جنين ونابلس وتبعد عنهما 20 كيلومتراً أي أنها في منتصف الطريق بين المدينتين، تشتهر جبع بزراعة الزيتون والتين واللوزيات ولها شهرة في صناعة الفخار، مجمل سكانها من المسلمين وبها الكثير من الآثار القديمة، وتمتاز بكثرة الينابيع، ترتفع عن سطح البحر ما بين 337-430 م، وتبلغ المساحة العمرانية للبلدة 220 دونماً، يحيط بأراضيها أراضي قرى عنزة، عجة، الفندقومية، سيلة الظهر، العطارة، سيريس، ياصيد.
القلعه الرومانيه تطل القلعه الرومانيه على القرية من التلة العالية التي يمكن منها رؤيه  منظر طبيعي جميل بدرجة 360. تم بناء القلعه خلال فترة الصليبيين (عام 1100) ومن تحت القلعه كان هناك في العصور القديمة نفق يستخدم لإخفاء السكان في حالة الحرب.

## السكان
دخلت فلسطين وفود كبيرة من شرق الاردن عبر العصور من تجار وغيرهم وذلك؛ لموقعها الهام كنقطة وصل بين القارات، ومركز للحضارات والأديان.
| السنة           | تعداد (1922) | تعداد (1931) | تعداد (1945) | تعداد (1961) | تعداد (1997) | تعداد (2007) | تعداد (2017) | تقدير (2021) |
| --------------- | ------------ | ------------ | ------------ | ------------ | ------------ | ------------ | ------------ | ------------ |
| التعداد السكاني | 1,372        | 1,542        | 2,100        | 2,507        | 6,493        | 8,391        | 10,413       | 11,208       |

## الاقتصاد
يهتم السكان بزراعة الحبوب والبقوليات، وكذلك الأشجار المثمرة كالزيتون واللوز والتين، تعتمد على مياه الأمطار، والزراعة تقليدية في المناطق الوعرة، تكثر المراعي في أراضي البلدة وتأخذ مساحات كبيرة من أراضيها الجبلية، وتمثل تربية الأبقار والأغنام المرتبة الأولى في اهتمامات السكان، تنتج كميات كبيرة من منتجات الألبان واللحوم ويصدر الفائض منه إلى مدينة جنين، في البلدة صناعة الفخار ومطحنتان ومعصرتان ومناشر لقص الحجر، تعتمد البلدة على مياه الينابيع، فيها خمسة ينابيع لمياه الشرب وشبكة كهرباء.

## وصلات خارجية
- صفحة بلدة جبع في موقع «فلسطين في الذاكرة».